# Elmar Jakobs
Elmar Jakobs (* 29. Juni 1965 in Heinsberg) ist ein deutscher Diplomat, der von September 2016 bis August 2019 Botschafter der Bundesrepublik Deutschland in Äquatorialguinea war.

## Leben
Jakobs absolvierte nach dem Abitur 1984 zunächst eine Ausbildung im gehobenen Auswärtigen Dienst am Fachbereich Auswärtige Angelegenheiten der Fachhochschule für Öffentliche Verwaltung, die er 1987 als Diplom-Verwaltungswirt abschloss. Im Anschluss war er von 1987 bis 1989 in der Personalabteilung des Auswärtigen Amtes in Bonn sowie zwischen 1989 und 1994 als Vize-Konsul an der Botschaft in Argentinien tätig. Nach seiner Rückkehr fand er von 1994 bis 1998 Verwendung in der Protokollabteilung im Auswärtigen Amt in Berlin sowie danach zwischen 1998 und 1999 als Leiter Technik im Organisationsstab für den G8-Gipfel in Köln 1999 und die EU-Ratspräsidentschaft 1999.
Im Anschluss absolvierte Jakobs von 1999 bis 2001 den Vorbereitungsdienst für den höheren Auswärtigen Dienst und war nach dessen Abschluss zwischen 2001 und 2004 Erster Sekretär für Politik und Presse an der Botschaft in Saudi-Arabien sowie von 2004 bis 2007 Erster Sekretär für Kultur und Bildung an der Botschaft in Spanien. Anschließend folgte zwischen 2007 und 2009 eine Verwendung im Referat Beziehungen zur Islamischen Welt im Auswärtigen Amt sowie von 2009 bis 2012 als Konsul für Politik und Wissenschaft am Generalkonsulat in New York City, ehe er zwischen 2012 und 2016 in Personalunion sowohl stellvertretender Leiter des Referats Internationale Konferenzen und Gipfeltreffen als auch stellvertretender Leiter des Organisationsstabes für die Deutsche G7-Präsidentschaft 2015 war und dort den G7-Gipfel auf Schloss Elmau 2015 mitorganisierte.
Im September 2016 löste Jakobs Rainer Münzel als Botschafter der Bundesrepublik in Äquatorialguinea ab und hatte dieses Amt bis August 2019 inne.
Jakobs ist verheiratet und Vater zweier Kinder.

## Weblink
- Lebenslauf auf der Homepage der Botschaft in Malabo (Memento vom 11. Dezember 2017 im Internet Archive)

| Personendaten    | Personendaten      |
| ---------------- | ------------------ |
| NAME             | Jakobs, Elmar      |
| KURZBESCHREIBUNG | deutscher Diplomat |
| GEBURTSDATUM     | 29. Juni 1965      |
| GEBURTSORT       | Heinsberg          |